# بير ستيرنز

شعار البنك

كان بير ستيرنز (بالإنجليزية: Bear Stearns)‏ واحدًا من أكبر البنوك الاستثمارية وشركات المضاربة في الولايات المتحدة وكان مقره في نيويورك، تأسست الشركة عام 1923 برأسمال 500 ألف دولار أمريكي، وأعلنت إفلاسها والاستحواذ عليها من قبل جي بي مورغان تشايس في مارس 2008 مُقابل سعر زهيدٍ للغاية بلغ 10 دولارات للسهم بعد أن كان جي بي مورجان قد عرض 2 دولار للسهم لكن المساهمين في بير ستيرنز رفضوا، وذلك بعد أن كان وصل سعر السهم 133 دولار قبل 52 أسبوع. أفلس البنك بسبب أزمة الرهن العقاري وتفاقمها ومن ثم منحت الحكومة الأمريكية قرضا للشركة لحمايتها من الانهيار لكن وضع الشركة كان حرجًا للغاية مما أدى إلى انهيارها وتجاهل خطط إنقاذها.

## تاريخ
تأسس كشركة لتجارة الأسهم في الأول من مايو عام 1923 على يد جوزيف أينسلي بير وروبرت ب. ستيرنز وهارولد سي ماير برأس مال قدره 500 ألف دولار. نشأت التوترات الداخلية بسرعة بين المؤسسين الثلاثة. نجت الشركة من انهيار وول ستريت عام 1929 دون تسريح أي موظفين، وبحلول عام 1933 افتتحت أول مكتب فرعي لها في شيكاغو. في عام 1955، افتتحت الشركة أول مكتب دولي لها في أمستردام.
في عام 1985، أصبحت بير ستيرنز شركة عامة. خدم الشركات والمؤسسات والحكومات والأفراد. تضمنت أعمال الشركة تمويل الشركات، وعمليات الدمج والاستحواذ، والأسهم المؤسسية، ومبيعات الدخل الثابت وإدارة المخاطر، والتداول والبحث، وخدمات العملاء الخاصة، والمشتقات، ومبيعات وتداول العملات الأجنبية والعقود الآجلة، وإدارة الأصول، وخدمات الحفظ. من خلال Bear Stearns Securities Corp. قدمت خدمات مقاصة عالمية لتجار الوسطاء وعملاء الوسطاء الرئيسيين وغيرهم من المتداولين المحترفين، بما في ذلك إقراض الأوراق المالية.
كان المقر الرئيسي لشركة بير ستيرنز يقع في 383 ماديسون أفينيو في مانهاتن، نيويورك. بحلول عام 2007، وظفت الشركة أكثر من 15,500 شخص في جميع أنحاء العالم. بجانب المقر الرئيسي للشركة في مدينة نيويورك كانت تملك مكاتب في في أتلانتا، بوسطن، شيكاغو، دالاس، دنفر، هيوستن، لوس أنجلوس، إيرفين، سان فرانسيسكو، سانت لويس؛ ويباني، نيو جيرسي؛ وسان خوان، بورتوريكو. على الصعيد الدولي، كان للشركة مكاتب في لندن وبكين ودبلن وفرانكفورت وهونغ كونغ ولوغانو وميلانو وساو باولو ومومباي وشنغهاي وسنغافورة وطوكيو.
في عام 2005 (ولاحقًا في 2007) تم اختيار بير ستيرنز شركة الأوراق المالية «الأكثر إثارة للإعجاب» في استطلاع مجلة فورتشن «أكثر الشركات الأمريكية إثارة للإعجاب».